# Gjógv
Gjógv (duń. Gjov) – miejscowość na Wyspach Owczych, leżąca w gminie Sundini na wyspie Eysturoy. Zamieszkuje ją 30 osób. Jej nazwa oznacza wąwóz wypełniony wodą i odnosi się do rozpadliny położonej w okolicach wsi.

## Położenie
Miejscowość leży na północnym wybrzeżu wyspy Eysturoy nad wodami cieśniny Djúpini. Przepływa przez nią ciek wodny zwany Dalá. Wieś założona została przy wąskiej, wysokiej zatoce, zwanej gjógv, która służy mieszkańcom jako naturalny port. Na południu i wschodzie od wsi znajdują się wzniesienia Middagsfjall (601 m n.p.m.) oraz Sandfelli (752 m n.p.m.), rozdzielone doliną, prowadzącą do Funningur. Nieopodal na morzu znajduje się skalna iglica, wysoka na 188 metrów, zwana Búgvin.

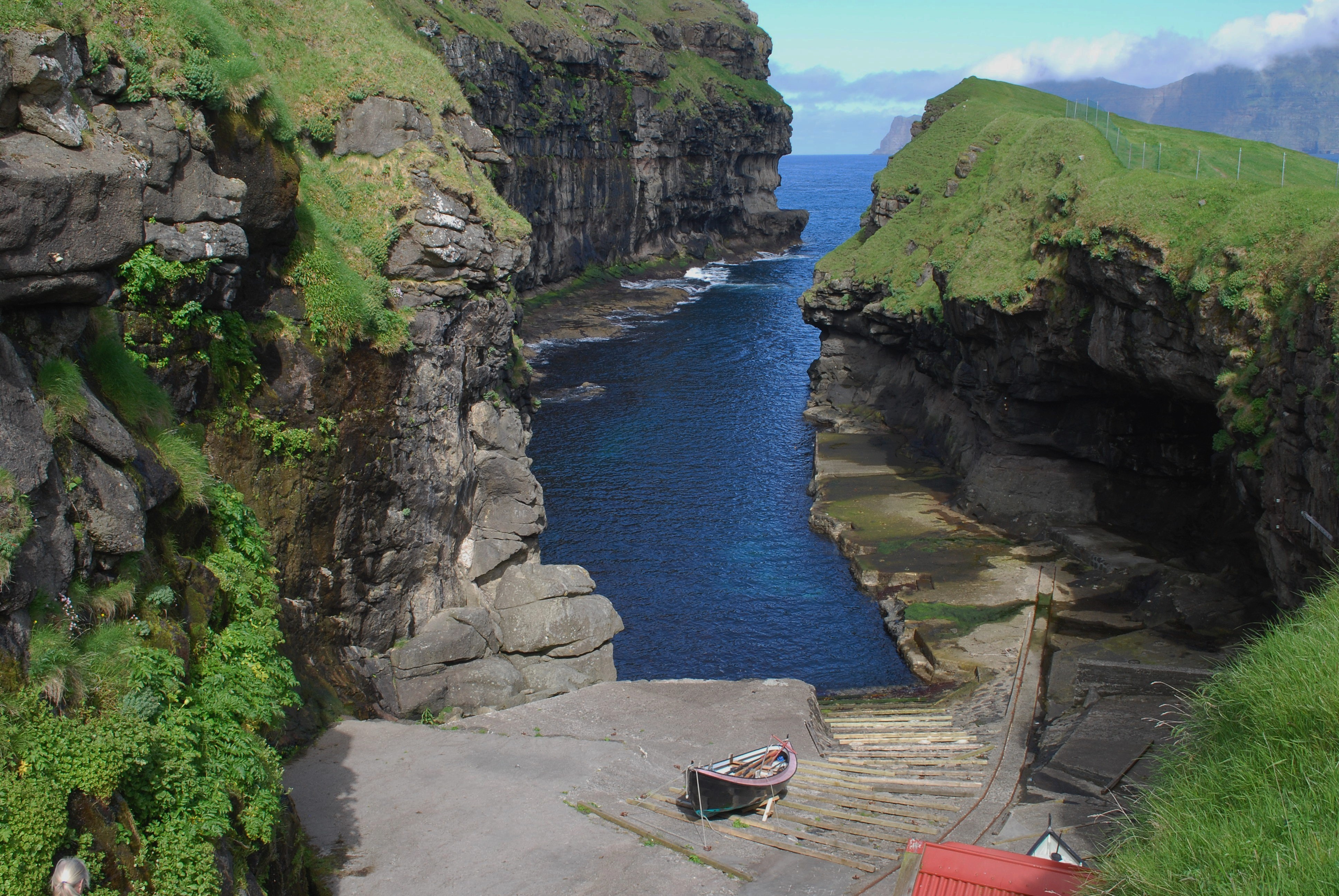
Naturalny port rzeczny w Gjógv
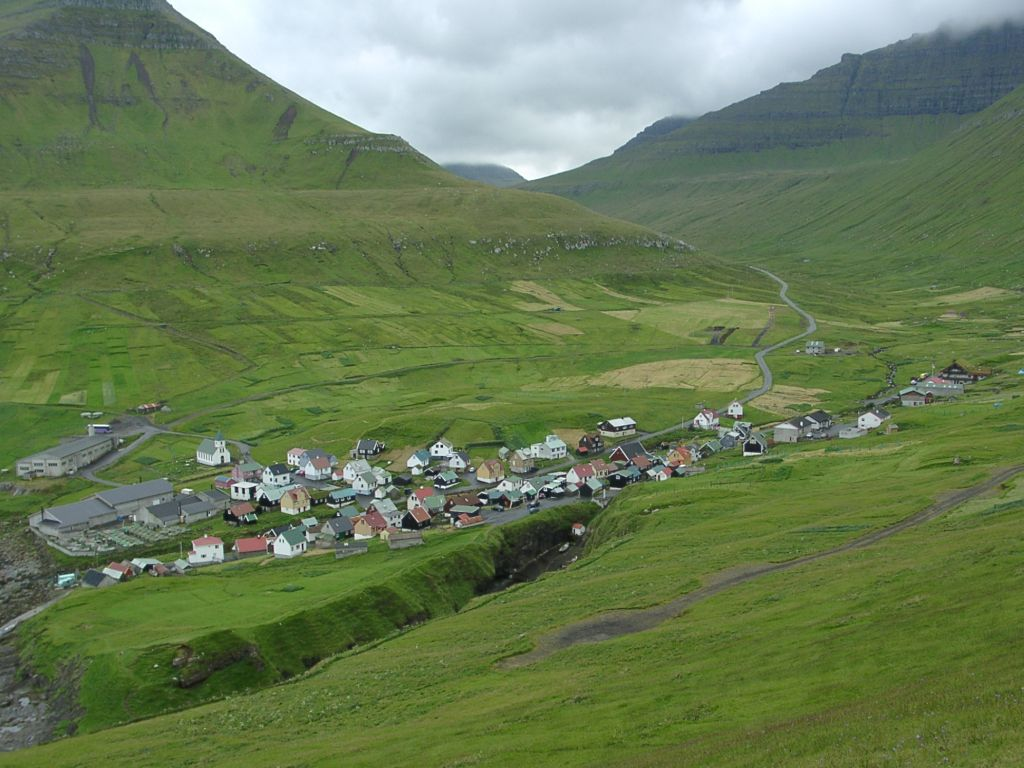
Gjógv nad rozpadliną
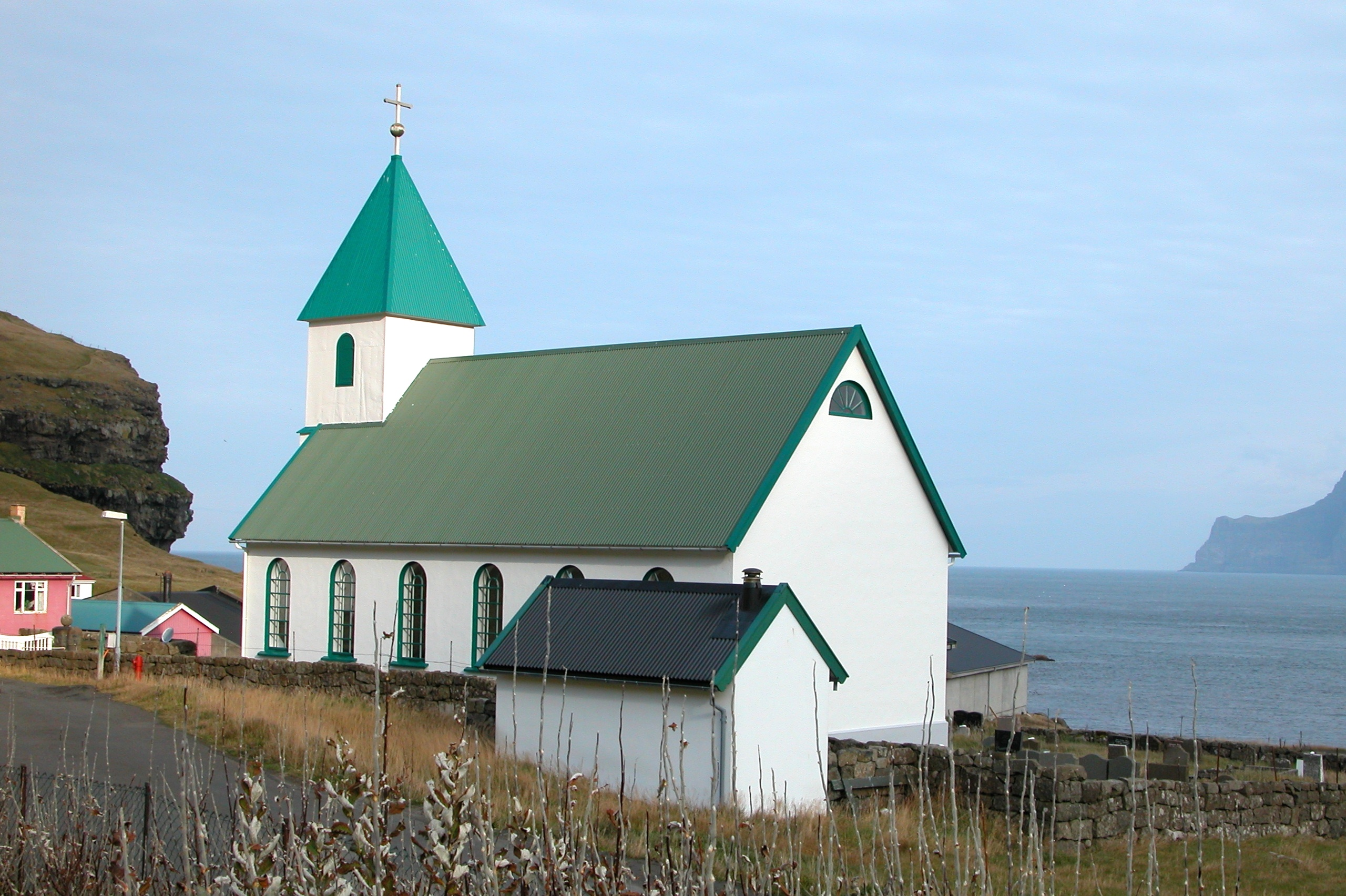
Kościół w Gjógv
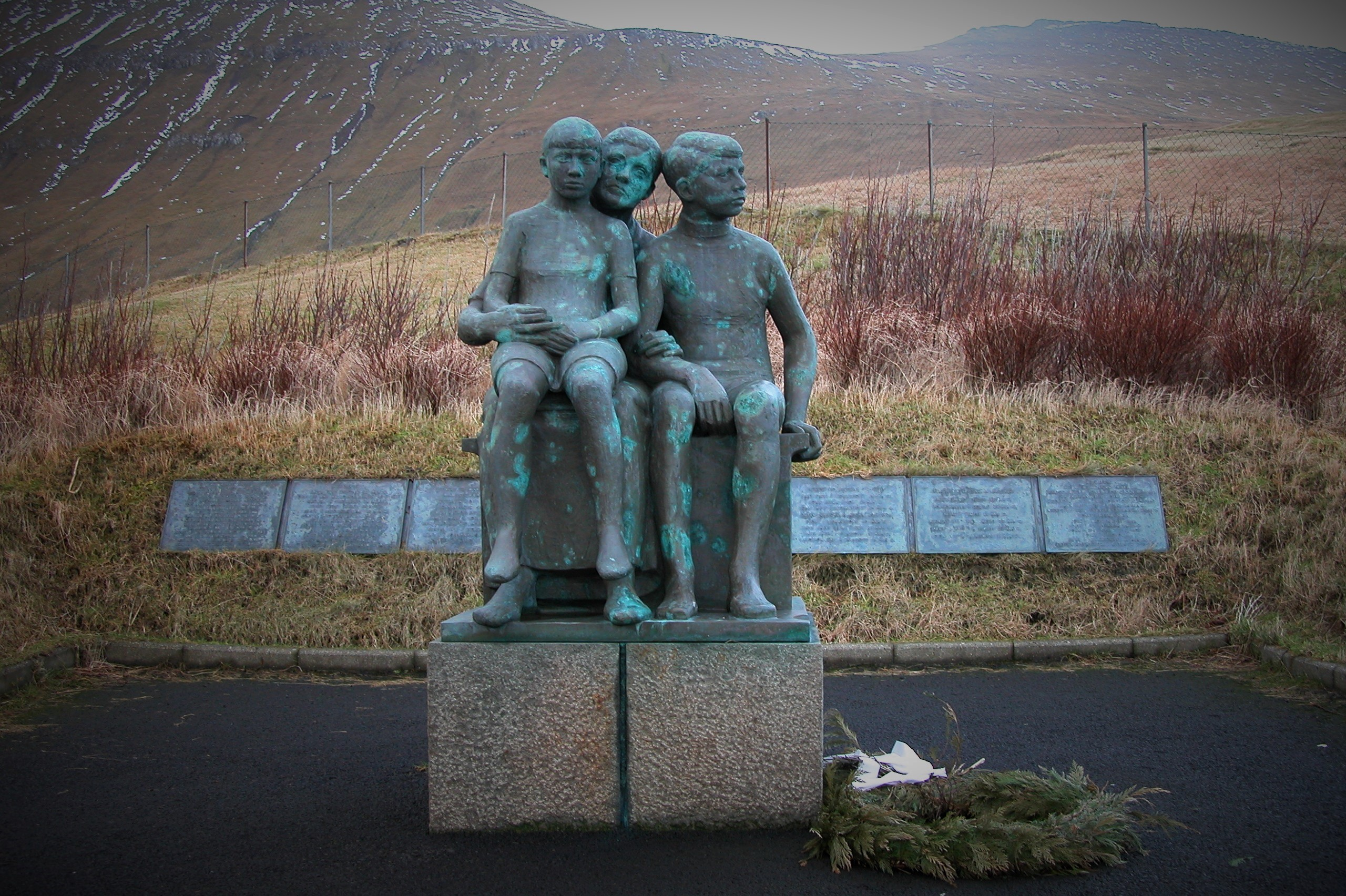
Pomnik upamiętniający rybaków, którzy zginęli na morzu

## Informacje ogólne

### Populacja
1 stycznia 2016 roku w Gjógv mieszkało na stałe 30 osób. W 1801 roku żyło tam 77 osób i liczba ta wzrastała. W 1850 po raz pierwszy zarejestrowano populację na poziomie powyżej 100 ludzi (114). Tempo przyrostu następnie nieco się zmniejszyło, w 1860 w Gjógv mieszkało 141, a dziesięć lat później 144. W kolejnych latach znów przyspieszył, i tak w 1906 roku populacja przekroczyła 200 osób. Najwięcej ludzi w historii Gjógv zamieszkiwało miejscowość w 1921 roku i były to 283 osoby. W kolejnych latach nastąpił szybki ubytek liczby mieszkańców – 244 w 1925 i 210 w 1950. Cztery lata później liczba ludności spadła ponownie poniżej poziomu 200 osób. Proces uległ spowolnieniu w latach 60. XX wieku, kiedy populacja utrzymywała się na poziomie 130-140 mieszkańców. Później zaobserwowano jednak kolejny szybki spadek – w 1980 roku, po stu trzydziestu latach liczba mieszkańców ponownie zmalała do poziomu poniżej 100 ludzi. Od tamtej pory populacja sukcesywnie maleje – wynosząc 66 w 1991, 59 w 2001, 34 w 2011, 30 w 2016. Główną przyczyną wyludniania się wsi jest jej duża izolacja i brak podstawowych usług – najbliższy sklep spożywczy znajduje się w miejscowości Eiði, oddalonej o 14 kilometrów.
W 2016 roku znaczna większość stałych mieszkańców wsi to ludzie powyżej pięćdziesiątego roku życia (80%). Przeważają mężczyźni, których jest 19 na 11 kobiet.

### Transport
Miejscowość połączona jest z resztą archipelagu linią autobusową 201. Autobusy te jeżdżą kilka razy dziennie do lokalnego węzła komunikacyjnego w Oyrarbakki przez Funningur. W Gjógv znajduje się także lądowisko dla helikopterów, jednak wykorzystywane jest głównie przez ratowników podczas akcji i ćwiczeń.

## Historia
Miejscowość założono między 1584 a 1630 rokiem. W 1884 w Gjógv założono istniejącą wciąż szkołę. Dawniej uczyło się w niej około pięćdziesięciu uczniów, jednak obecnie jest ich jedynie troje. Kościół w miejscowości zbudowano w 1929 roku. Jest on znany jako pierwszy kościół na Wyspach Owczych, w którym odprawiono mszę w języku farerskim (26 maja 1929). Jest to pierwsza świątynia chrześcijańska w miejscowości, wcześniej mieszkańcy uczęszczali na msze do pobliskiego Funningur. Od 1919 istniał tam cmentarz, na którym pogrzebano do tej pory ponad 200 osób.
Nieopodal kościoła mieści się niewielki park, a w nim pomnik upamiętniający rybaków z Gjógv, którzy zginęli na morzu. Przedstawia on kobietę z dziećmi spoglądających w morze. Za nim znajdują się wkopane w ziemię tablice, na których wypisano imiona rybaków. Pomnik wykonany został z brązu w 1971 roku przez Fridtjofa Joensena, jednego z ważniejszych farerskich artystów XX wieku. W 1982 roku założono w Gjógv jedyną na Wyspach Owczych wytwórnię prefabrykatów.
Od 1948 roku istniała gmina Gjáar kommuna, której stolicą i jedyną miejscowością była wieś Gjógv. Zlikwidowano ją 1 stycznia 2005, włączając do Sunda kommuna.
22 czerwca 2005 roku miejscowość odwiedził duński książę Fryderyk wraz z żoną Marią Elżbietą.
W Gjógv znajduje się hostel zwany Gjáargarður.

## Urodzeni w Gjógv i inni znani mieszkańcy

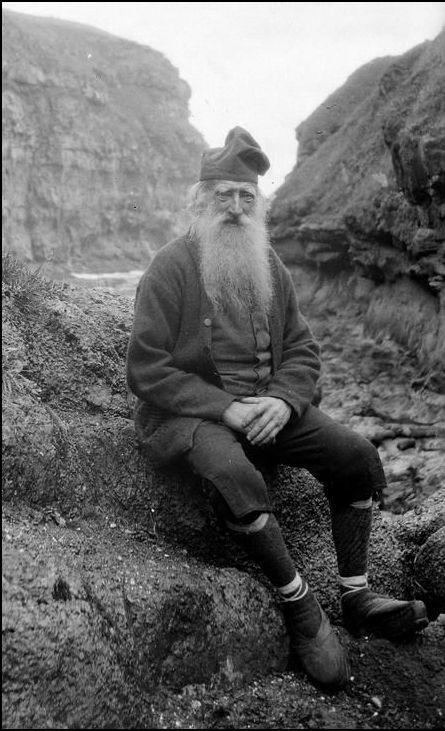
Joen Danielsen

- Joen Danielsen, zwany Kvívíks Jógvan (ur. 11 czerwca 1843 w Kvívík, zm. 2 maja 1926 w Gjógv) – poeta, twórca licznych i popularnych farerskich ballad. Po ślubie osiedlił się z żoną w Gjógv. Pochowano go na lokalnym cmentarzu 5 maja 1926[18].

- Sigurð Joensen (ur. 27 kwietnia 1911 w Gjógv, zm. 1 października 1993 w Tórshavn) – prawnik, polityk, a także autor licznych książek, zdobywca Nagrody Literackiej Wysp Owczych w 1987 roku[19]. W 1938 roku ożenił się z farerską feministką i nauczycielką Sigrið av Skarði, a ich potomkowie wciąż odgrywają ważną rolę w życiu kulturalnym archipelagu[20]. W 1948 został, wraz z: Erlendurem Paturssonem, Jákupem í Jákupsstovu oraz Hanusem við Høgadalsá, jednym ze współzałożycieli Partii Republikańskiej (far. Tjóðveldisflokkurin)[21].

- Hans Jacob Debes (ur. 17 lipca 1940 w Gjógv, zm. 26 stycznia 2003) – historyk. Nauczyciel od 1970 roku, pracował w szkole Føroya Studentaskúli, a następnie od 1986 rozpoczął, po uzyskaniu doktoratu, karierę na Uniwersytecie Wysp Owczych. Za swą pracę doktorską został nagrodzony Naukową Nagrodą Literacką Wysp Owczych. W 1989 mianowano go profesorem. Pracował także w wielu innych placówkach kulturowo-edukacyjnych na całym archipelagu, a w latach 1986–1988 zastępował w Løgting zmarłego Erlendura Paturssona[22].

- Kristin Hervør Lützen – aktorka[23].